# Raiamas christyi
Raiamas christyi är en fiskart som först beskrevs av George Albert Boulenger 1920.  Raiamas christyi ingår i släktet Raiamas och familjen karpfiskar. IUCN kategoriserar arten globalt som livskraftig. Inga underarter finns listade i Catalogue of Life.